# Paso de Hoketsu

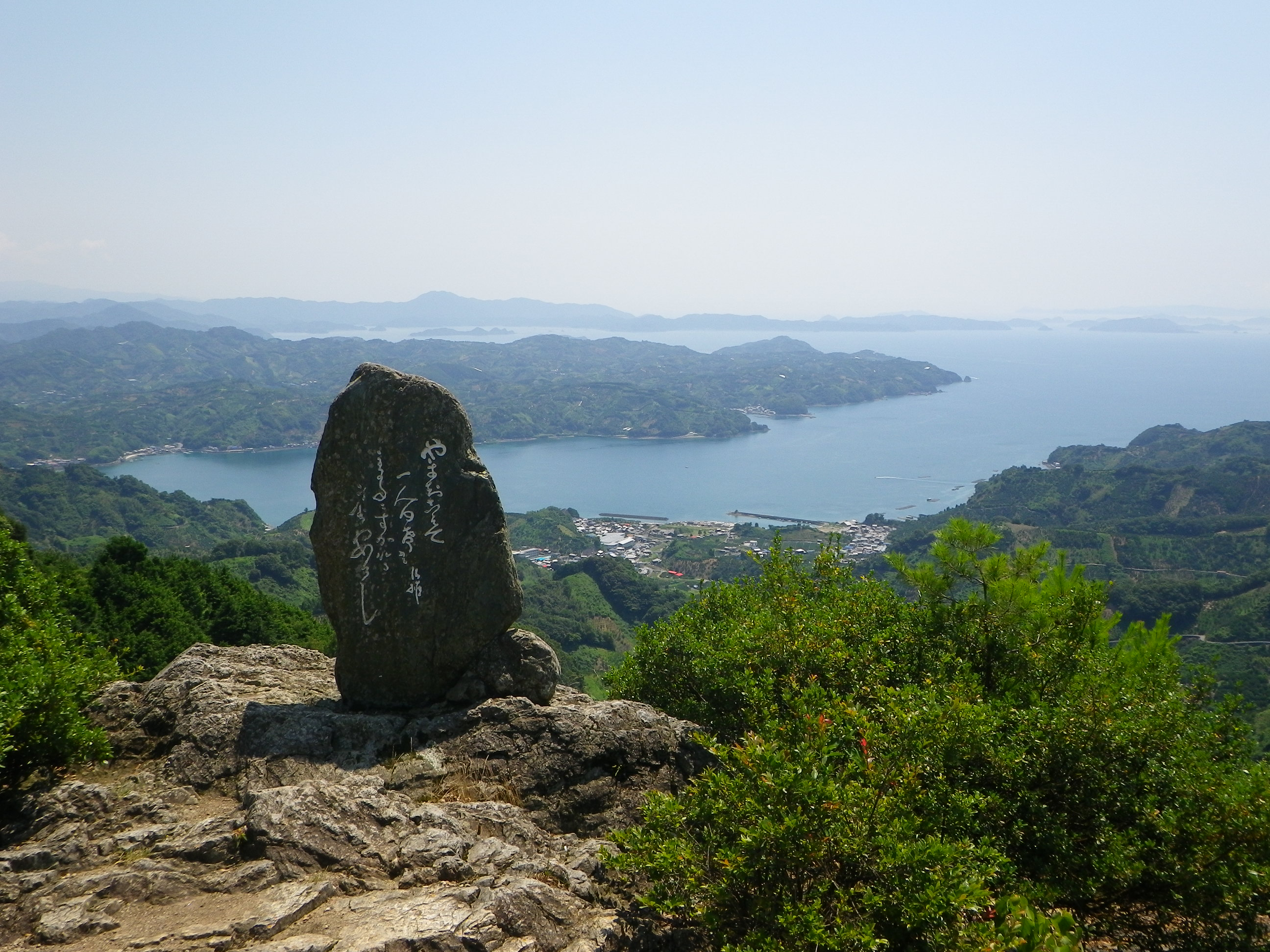

El Paso de Hoketsu (法華津峠 Hoketsu-tōge?) es un paso que se encuentra entre las ciudades de Uwajima (dentro de los límites de lo que fue el Pueblo de Yoshida) y Seiyo (dentro de los límites de lo que fue el Pueblo de Uwa), ambas en la Prefectura de Ehime. Se sitúa a una altitud de 430 m, y hasta la construcción del túnel era un punto complicado tanto para el tránsito vehicular como el ferroviario.

## Características
En la actualidad la Ruta Nacional 56 y la Línea Yosan de la Japan Railways la atraviesan por un túnel construido en el año 1970. A la vera de la ruta se pueden observar cultivos de cítricos y plantaciones forestales.
La vista hacia el Golfo de Hoketsu (法華津湾 Hoketsu-wan?) y el Mar de Uwa es de singular belleza.
- Datos: Q9056599